# 湿度計
湿度計（しつどけい）は、湿度を測定する器具。

湿度計の表示

乾球温度と湿球温度の温度差から表により求める乾湿計や、吸湿材の電気特性の変化をセンサーで測定する電気式湿度計がある。また精密観測用には、露点計も用いられる。毛髪の性質を利用した毛髪湿度計など、伸縮性の素材を用いた湿度計もあるが、誤差や時間差が大きいのが欠点である。
測定原理は、相対湿度を感知部の物性・形状の変化として検出するものと、大気温度と水蒸気圧とを測定することによって間接的に算出する（気圧による補正が必要）ものとに大別される。一般的には後者のほうが精度の高い観測が可能であるとされ、殊に乾湿式湿度計は、他の湿度計を校正する基準器としての性格を持つ。
日本では、気象業務法及びその下位法令により、公共的な気象観測には、検定に合格した乾湿式湿度計、毛髪製湿度計、露点式湿度計又は電気式湿度計を用いることとされている。
最も古い湿度計は、初期ルネサンスの人文主義者、建築理論家、建築家であるレオン・バッティスタ・アルベルティによるものとされている。それは1452年に「建築論（De re aedificatoria libri decem）」の中に記されたもので、海綿（スポンジ）が湿ると重さが変わることを利用したものである。

## 伸縮式湿度計

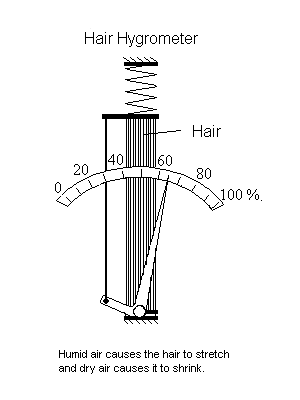
毛髪製湿度計の模式図

伸縮式湿度計は、ぴんと張ったヒトや動物の毛・ナイロン糸の湿度変化による伸縮を利用したものである。構造が簡単で相対湿度を直読でき連続測定も可能である。しかし、指示遅れや誤差（5～20℃で5%程度）が大きくなることを避けられないのが短所である。気象観測用として毛髪製湿度計に許容される器差は、湿度5%である。
伸縮式湿度計には、指針と目盛板によって湿度を直接表示するもののほか、指針の代わりに記録ペンを駆動し、ゼンマイ等の動力で回転するドラムに巻かれた記録紙に湿度の時系列を自動的に記録する自記湿度計がある。近年は、自動観測用に電子的に伸縮を検出するものも作られている。
公共的な気象観測に用いられる毛髪製湿度計は、感部に脱脂等の処理をした毛髪を用いた伸縮式湿度計である。応答性（細さ）と耐久性（弾力）に優れることから、白人女性の金髪、特にフランスや北欧の若い女性のものが最適であるとされており、このことは、気象庁の元測器課長でもある新田次郎の『毛髪湿度計』という作品のモチーフにもなっている。

## バイメタル式湿度計

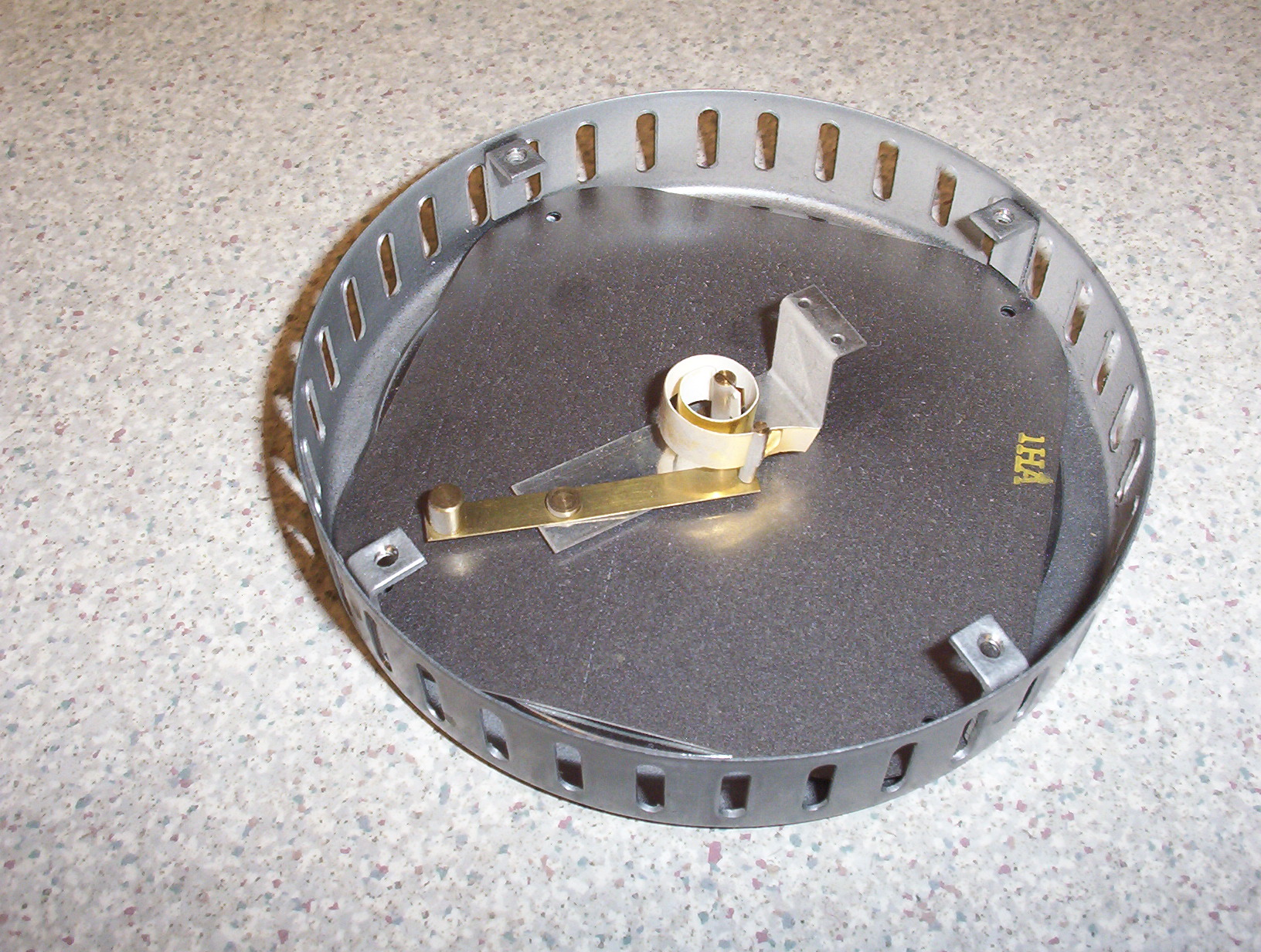
バイメタル式湿度計の内部

測定部分は、塩分を染みこませた濾紙を感湿材として金属（真鍮）の薄板に貼りあわせ、ゼンマイ形のコイル状に巻いたものである。湿度が上がると紙は吸湿して膨張し、いっぽう真鍮は伸びないためコイルが変形して、ゼンマイが巻きあげられ先端の指針を動かす。構造が単純で安価なため家庭用として広く普及しているが、誤差が10%以上生じる場合があるなど精度は高くない。また数年でコイルが劣化して寿命となる。

## 乾湿計
乾球温度と湿球温度とを同時測定することによる湿度計。

## 電気式湿度計
電気式湿度計は、半導体等を用いたセンサーを感部とする。機器への組込みが容易なことから、空気調和設備の自動制御や電子式記録・表示装置に接続して用いられることも多い。
最も一般的な電子センサーは、公共的な気象観測に用いられる容量性及び抵抗性のものである。これらはともに感湿体として多孔質のセラミックス又は吸湿性の高分子膜を用いるものである。
容量性センサーは、感湿体を挟む2つの板状電極の間に交流電圧を印加することによって、感湿体の水分吸収に伴う誘電率の変化がもたらす電極間の静電容量の変化から湿度を測定する。抵抗性センサーは、感湿体の水分吸収に伴う導電性の変化を利用する。これらによって得られた計測値は普通の計量器（容量計・抵抗計）やデータ収集ボード（data acquisition board）によって可視化される。
測定原理の性質上、温度変化による誤差を避けられず、気象観測用としては、これを温度変化1℃につき湿度0.2%以内に抑えなければならないため、実際の製品では温度センサーを用いた補正機構を持つことが多い。また、感湿体にフィルターを装着しているとはいえ、表面の汚損等による経時変化が避けられないため、定期的な整備と校正とが必要である。
気象観測用として許容される器差は、湿度±5%（ラジオゾンデ用の場合、湿度10%）である。

## 露点計
露点計は、露点温度を測定することにより湿度を求めるものである。

### 静電容量式露点計
静電容量式高分子センサは、原理的にはある気体に反応する誘電体の層をもつコンデンサである。理想的には、誘電体の膜が周囲に存在するある気体の量と同じ比率でその気体を吸収する。

### 冷却式露点計
冷却式露点計は、観測面を冷却していき、結露を生じた時の温度を測定するものである。低湿度の測定に適する。冷却には、冷凍機・ペルチェ効果による電子冷却・ドライアイス・液体窒素等が用いられる。温度の測定には、熱電対・抵抗温度計等が用いられる。
- 肉眼判定式露点計：鏡の表面の結露の出現・消失点を肉眼で確認するもの。過渡現象であるためばらつきが大きくなる。
- 自動平衡式露点計：観察面の付着量の増減がない平衡状態の温度を測定するもの。平衡状態で測定するため精度が高い。露・霜の量は、表面反射光（光センサーを用いる）、α線吸収量（電離箱を用いる）・共振周波数（水晶振動子を用いる）の変化等を利用して測定する。

### 塩化リチウム露点計
露点式湿度計の感部である塩化リチウム露点計は、塩化リチウム水溶液を塗布した膜の表面における水蒸気圧が周囲の気体の水蒸気圧と等しくなる温度を測定するものである。
グラスウールで覆った金属管に、1対の加熱用電熱線を巻き、その上から塩化リチウム水溶液を塗布する。これに交流電圧を印加して温度を上昇させていくと、水分の蒸発にともなってグラスウール内のイオンが減少していき、電流がほとんど流れなくなる（通電をやめると、吸湿性の高い塩化リチウムは再びイオン化し、電流が流れるようになる）。このとき、グラスウール表面の水蒸気圧と周囲の気体の水蒸気圧とが等しくなっていることを利用して露点を求める。温度の測定には電気式温度計を用いるが、気温の測定の場合と異なり、抵抗体には白金のほかにニッケルを使用することもできる。
気象観測用として許容される器差は、湿度5%（感部のみについて湿度3%）である。